# 10009 Hirosetanso
10009 Hirosetanso (1977 EA6) là một tiểu hành tinh vành đai chính được phát hiện ngày 12 tháng 3 năm 1977 bởi H. Kosai và K. Hurukawa ở Đài thiên văn Kiso thuộc Đại học Tokyo. Nó được đặt theo tên Hirose Tanso (1782-1856), nhà giáo dục Nhật Bản.